# Collegio di Cashel
Il collegio di Cashel è stata una circoscrizione elettorale del Parlamento britannico in Irlanda che insisteva sulla città di Cashel, un centro abitato del South Tipperary che, tra il 1801 e il 1870, ha eletto un parlamentare. Ci furono problemi con le elezioni del 21 novembre 1868. Il candidato sconfitto presentò una petizione accusando di corruzione il parlamentare vincitore. Di conseguenza, le elezioni furono dichiarate nulle. Il Parlamento approvò poi l'Act 1870 (33 e 34 Vict. c.38) che il 1º agosto 1870 abolì il collegio di Cashel che fu incorporato dal collegio della Contea di Tipperary. 

## Confini
Questa circoscrizione, insieme al collegio di Clonmel della contea di Tipperary, costituiva una enclave del collegio della Contea di Tipperary cui fu incorporato il 1º agosto 1870.

### Membri del Parlamento 1801-1870 (1° degli eletti)
| Elezione                                                | Eletto                                  | Partito                        | Note                                               |
| ------------------------------------------------------- | --------------------------------------- | ------------------------------ | -------------------------------------------------- |
| Primo Parlamento del Regno Unito 1801                   | Richard Bagwell                         |                                | Dimissionario                                      |
| Elezioni generali nel Regno Unito del 1801 (suppletive) | John Bagwell (dean)                     |                                |                                                    |
| Elezioni generali nel Regno Unito del 1802              | William Wickham                         | Whigs                          |                                                    |
| Elezioni generali nel Regno Unito del 1806              | Archibald Primrose, 4 Conte di Rosebery | Whigs                          |                                                    |
| Elezioni generali nel Regno Unito del 1807              | Quinton Dick                            | Tory                           | Dimissionario                                      |
| Elezioni generali nel Regno Unito del 1809 (suppletive) | Robert Peel                             | Tory                           | Poi Primo Ministro 1834-1835 e 1841-1846           |
| Elezioni generali nel Regno Unito del 1812              | Sir Charles Saxton, Bt                  | Tory                           |                                                    |
| Elezioni generali nel Regno Unito del 1818              | Richard Pennefather                     | Tory                           | Dimissionario                                      |
| Elezioni generali nel Regno Unito del 1819 (suppletive) | Ebenezer John Collett                   | Tory                           |                                                    |
| Elezioni generali nel Regno Unito del 1830              | Mathew Pennefather                      | Tory                           | Dimissionario                                      |
| Elezioni generali nel Regno Unito del 1831 (suppletive) | Philip Pusey                            | Tory                           |                                                    |
| Elezioni generali nel Regno Unito del 1832              | James Roe                               | Repeal Association             |                                                    |
| Elezioni generali nel Regno Unito del 1835              | Louis Perrin                            | Whigs                          |                                                    |
| Elezioni generali nel Regno Unito del 1831 (suppletive) | Rt Hon. Stephen Woulfe                  | Whigs                          |                                                    |
| Elezioni generali nel Regno Unito del 1838 (suppletive) | Joseph Stock                            | Whigs                          | Dimissionario                                      |
| Elezioni generali nel Regno Unito del 1846 (suppletive) | Timothy O'Brien, I baronetto            | Repeal Association             | Rieletto come candidato Liberale                   |
| Elezioni generali nel Regno Unito del 1852              | Timothy O'Brien, I baronetto            | Independent Irish              |                                                    |
| Elezioni generali nel Regno Unito del 1857              | Timothy O'Brien, I baronetto            | Whig                           |                                                    |
| Elezioni generali nel Regno Unito del 1859              | John Lanigan                            | Partito Liberale (Regno Unito) |                                                    |
| Elezioni generali nel Regno Unito del 1865              | James Lyster O'Briene                   | Partito Liberale (Regno Unito) | 1868: Elezione dichiarata nulla e collegio abolito |